# Watsonia fourcadei

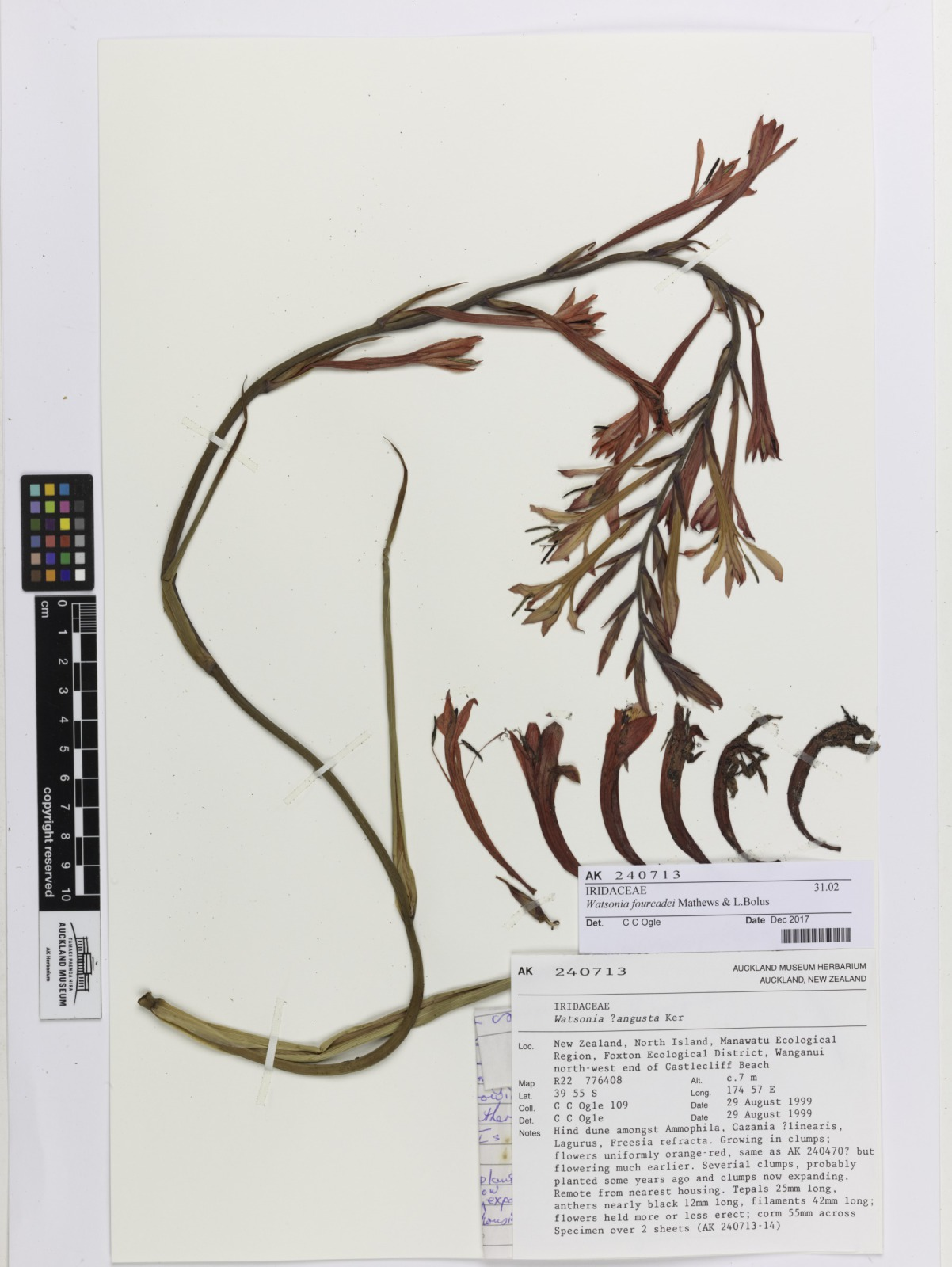
Espècimen de Watsonia fourcadei.

El gènere Watsonia o Suurkanol està format per plantes robustes caducifolies o a vegades perennes, les fulles són dures i fibroses en forma de daga amb nervadures i marges molt marcats. Les flors tenen la forma de trompeta i són de color vermellós o ataronjat.

## Descripció
Watsonia fourcadei és una planta de la família de les Iridaceae, que creix en les regions de Sud-àfrica. El gènere Watsonia va ser descrit en el 1752 per Philip Miller del Chelsea Physic Garden. Aquesta espècie en concret és perenne, d'uns 2 metres i amb fulles en forma de llança. Les flors són cilíndriques en forma de tub d'uns 40-50 mm de llarg, amb filaments de 38-45 mm de llarg, les bràctees interiors són profundament bifurcades i els fruits són cònics. Viuen en sòls sorrencs i pedregosos situats en pendents al sud-est i sud del Cap.

## Etimologia
El nom afrikaans comú Kanol és una versió fonèticament modificada de la paraula original knol holandesa, és a dir, un corm, y s'aplica a moltes espècies de corms, encara que principalment a espècies de Watsonia. Normalment va acompanyat d'un prefix per exemple descriptiu com rooikanol (corm vermell) si les flors són de color vermell o en aquest cas, suurkanol, perquè el corm té un gust agre. El nom també es combina amb pypie com en kanolpypie, per ser el nom afrikaan per a referirse a l'aspecte de tub llarg en miniatura de les flors.